# Euxoa dimorpha
Euxoa dimorpha là một loài bướm đêm trong họ Noctuidae.